# Federico Barocci
Pour les articles homonymes, voir Baroche.
Federico Fiori dit Federico Fiori da Urbino  ou Federico Barocci (le Baroche en français), né vers 1535 à Urbino dans la Région des Marches italiennes, où il est mort le 30 septembre 1612, est un peintre maniériste et graveur italien du XVIe siècle et du début du XVIIe siècle, l'un des précurseurs du baroque.

## Biographie

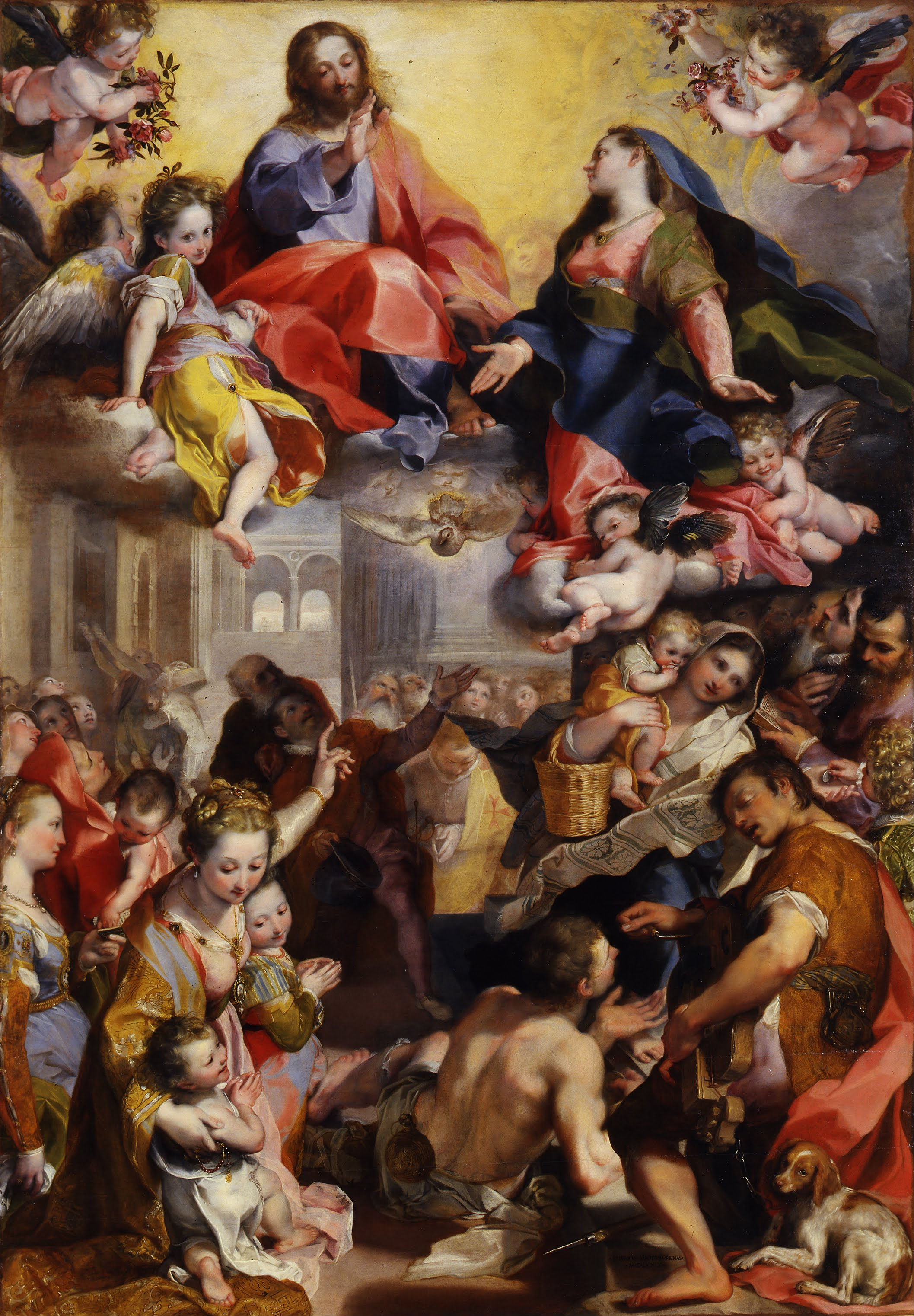
Madone du Peuple, 1575-1579, musée des Offices,

Vers 1535, à Urbino (comme le peintre Raphaël ), Federico Fiori naît dans une famille d'origine lombarde qui avait déjà produit plusieurs artistes distingués.
Il se forme d'abord en étudiant les tableaux du génie de sa ville ainsi que du Titien, mais, plus tard, il prendra aussi  pour modèles Daniele da Volterra, les Vénitiens et Le Corrège (Madone du peuple,1575-1579, ill. ci-contre).
Appelé à Rome par Pie IV, il exécute pour ce pape plusieurs grands ouvrages de peinture au Casino du Belvédère (Histoire de Moïse, 1563). Pendant son séjour à Rome, quelques peintres jaloux de ses succès tentent de l'empoisonner, alors qu'il n'a que trente-deux ans. Les soins qu'il reçoit aussitôt l'arrachent à la mort, mais sa santé en sera profondément altérée pour le reste de ses jours.
Il vit cependant encore longtemps et peut produire d'autres chefs-d'œuvre. Il meurt à Urbino en 1612, âgé de quatre-vingt-quatre ans.

## Caractéristiques de sa peinture
Durant sa formation, les principes artistiques dominants étaient ceux de la « manière ». L'Église, de son côté, était parcourue par un vent de renouveau, qui non seulement allait favoriser la Contre-Réforme, mais aussi la naissance de nouveaux ordres religieux et la redécouverte d'anciennes formes de spiritualité. Il fut le premier à tirer profit des enseignements de l'esthétique maniériste et à proposer une peinture fortement influencée par les nouvelles orientations spirituelles de l'Église.
Sa peinture vise à susciter la dévotion, à capter l'émotion du spectateur, ce qui était résolument nouveau. Comme son objectif premier est de convaincre des vérités de la foi, ses personnages ne sont jamais campés dans des attitudes exagérées. Ils ne manquent jamais de « naturel ». La théâtralité est soulignée par les couleurs et les effets de clair-obscur. La dévotion de ses tableaux était immédiatement perceptible.
Pour transmettre au mieux son message, il mettait en scène des situations très simples et essentiellement narratives, insérait dans la description de modestes objets de la vie quotidienne ou des animaux domestiques. Le choix de la simplicité narrative, d'un langage basé sur des codes plus sentimentaux qu'intellectuels, rapprochait sa spiritualité de celle des ordres mendiants._j
Dans la région des Marches, sa lecture personnelle du maniérisme eut un succès immédiat. Dans les autres régions, en  revanche, son art connut une diffusion plus lente. Il ne réussit jamais à emporter l'adhésion de grandes villes car, à la lumière des nouvelles exigences de l'Église, le maniérisme, incarné par la peinture de Vasari et de ses disciples, était déjà condamné sans appel : ses complaisances à l'égard d'un esthétisme trop « païen » et son trop grand intellectualisme ne pouvaient convenir à la Contre-Réforme. Ce sont des artistes plus jeunes d'une ou deux générations qui ont compris l'importance de la peinture du Baroche. Certains, comme les Carrache et les peintres bolonais (Guido Reni notamment) en firent un pilier sur lequel ils élaborèrent leurs propres innovations.

### Œuvres
- Adoration des mages (1561-1563), craie noire et crayon sur papier bleu, Rijksmuseum Amsterdam
- Portrait d'une jeune femme, (v. 1600), huile sur toile, 119,5 × 83 cm, musée national du Danemark
- Autoportrait, (v. 1600), huile sur toile, 42 × 33 cm, musée des Offices, Florence[3]
- Énée, Anchise, Créuse et Ascagne fuyant Troie en flammes, XVIIe siècle?, huile sur toile, 105 x 170,5 cm (original: Rome, Galleria Borghese, 179 x 253 cm (dans le sens de l'original qui est également respecté dans la gravure qu'en fit Agostino Carracci en 1595))[4].
- Le Repos de la Sainte Famille durant la fuite en Égypte dit La Vierge aux cerises, XVIIe siècle?, huile sur cuivre, 38,6 x 31,9 cm (Cité du Vatican, Pinacoteca vaticana, inv.40377,133 x 110 cm (nombreuses estampes))[5].

### Dates non documentées
- Portrait de gentilhomme, musée des Beaux-Arts de Lyon ;
- La Vierge, l'Enfant Jésus et saint Dominique, sanguine, plume encre brune et lavis gouache, musée Baron-Martin, Gray (Haute-Saône) ;
- Le Martyre de saint Vital, pinacothèque de Brera, Milan ;
- Sainte Catherine ;
- Sainte Anne ;
- Déposition de la Croix ;
- Le Pardon ;
- Tête de saint Joseph, pierre noire, sanguine et craie, 42 × 33 cm, musée du Louvre, Paris[6] ;
- Annonciation, musée SMK, Copenhague ;
- Sainte Famille, 38 × 29 cm, musée des Beaux-Arts de Chartres (collection Courtois)[7]
- L’Annonciation, huile sur cuivre, 35 × 25 cm, musée des Beaux-Arts d’Orléans (disparu durant la Seconde Guerre mondiale)[8].

## Le naturalisme mystique

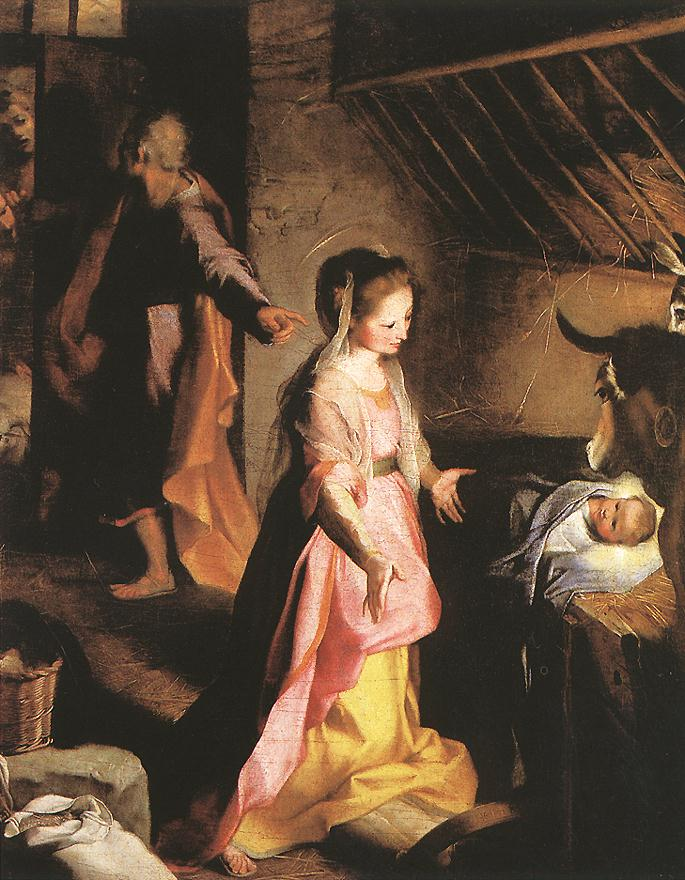
Nativité, vers 1597, huile sur toile,, Federico Baroccio, musée du Prado.

Né avant le concile de Trente, Federico Barocci est le peintre de la douceur. Sans céder aux facilités maniéristes de ses contemporains, il suit la voie tracée par Le Corrège, celle de la souplesse du pinceau, du velours de la touche, de la poésie des accords chromatiques. Son corpus, essentiellement composé de sujets sacrés, d'une foi profonde, d'un « naturalisme mystique » plein de délicatesse.
La Nativité est commandée en 1597 par le duc d'Urbino, François Marie II della Rovere. L'œuvre est offerte quelques années plus tard, en 1605, à Marguerite d'Autriche-Styrie, épouse du roi d'Espagne Philippe III, et entre dans les collections royales espagnoles.
Federico Barocci y déploie la saveur de sa manière, lyrique et raffinée. Dans une modeste étable aux murs décrépis, le sol de terre est jonché de paille, Marie, jeune femme, contemple le nouveau-né, emmailloté et enveloppé dans son manteau bleu. Ses mains ouvertes, la douceur de son visage, son regard, son sourire, tout exprime l'émerveillement. L'habileté de la composition tient le spectateur légèrement à distance tout en l'invitant à contempler, lui aussi, celui qui est la vraie Lumière, qui éclaire tout homme en venant dans le monde (cf. Jn 1, 9). Comme le bœuf et l'âne, qui se sont approchés, nous sommes conviés à entrer dans l'adoration silencieuse et émerveillée du Verbe fait chair.

Joseph accueille et accomplit pleinement en se mettant au service de ce qui est plus grand que lui. Federico Barocci le montre à travers cette œuvre si particulière dans le corpus des Nativités. Joseph se tient à la porte, indique par un geste la mangeoire pour contempler celui que les anges ont annoncé.

## Galerie

Œuvres diverses
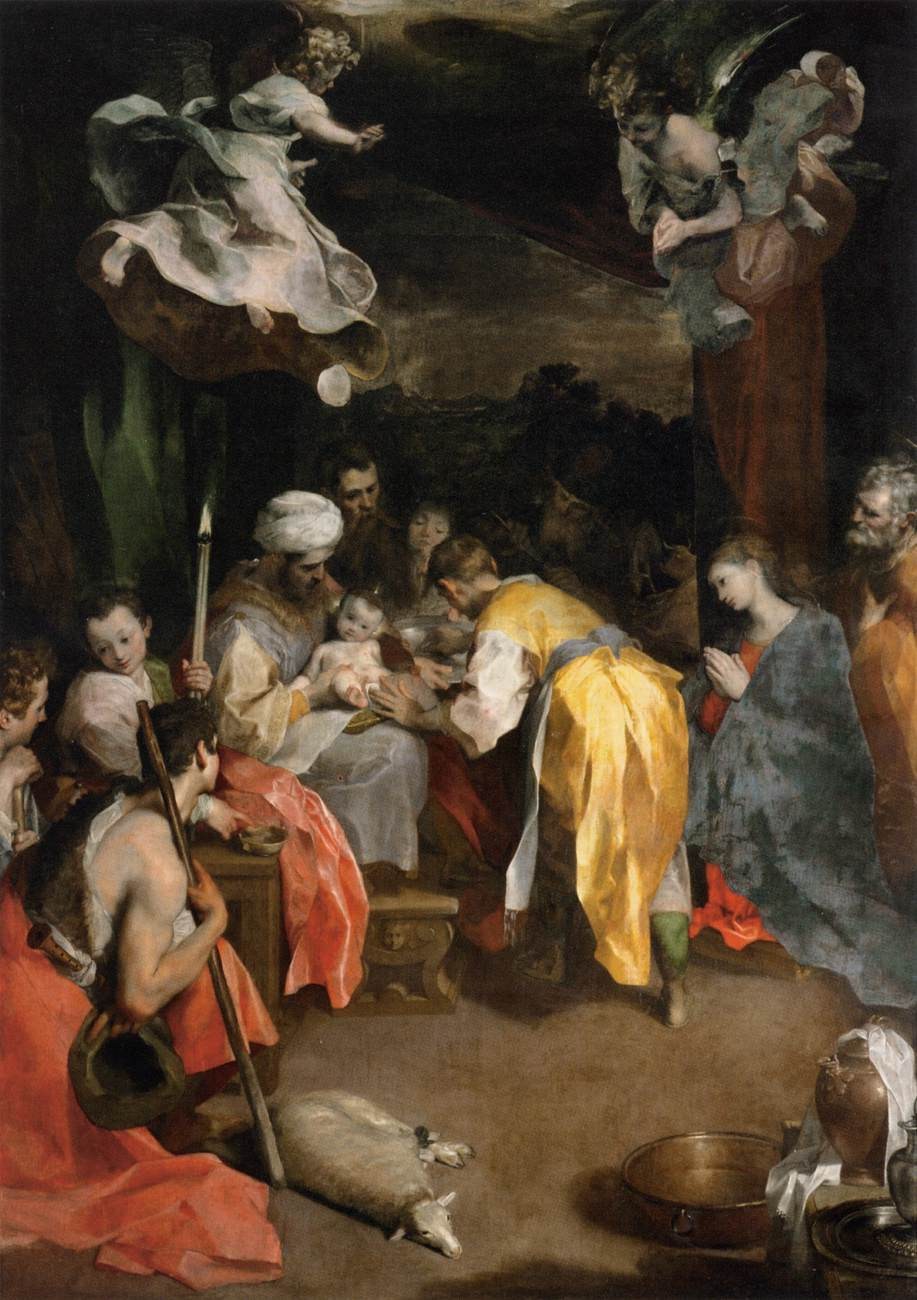
La Circoncision, musée du Louvre, Paris
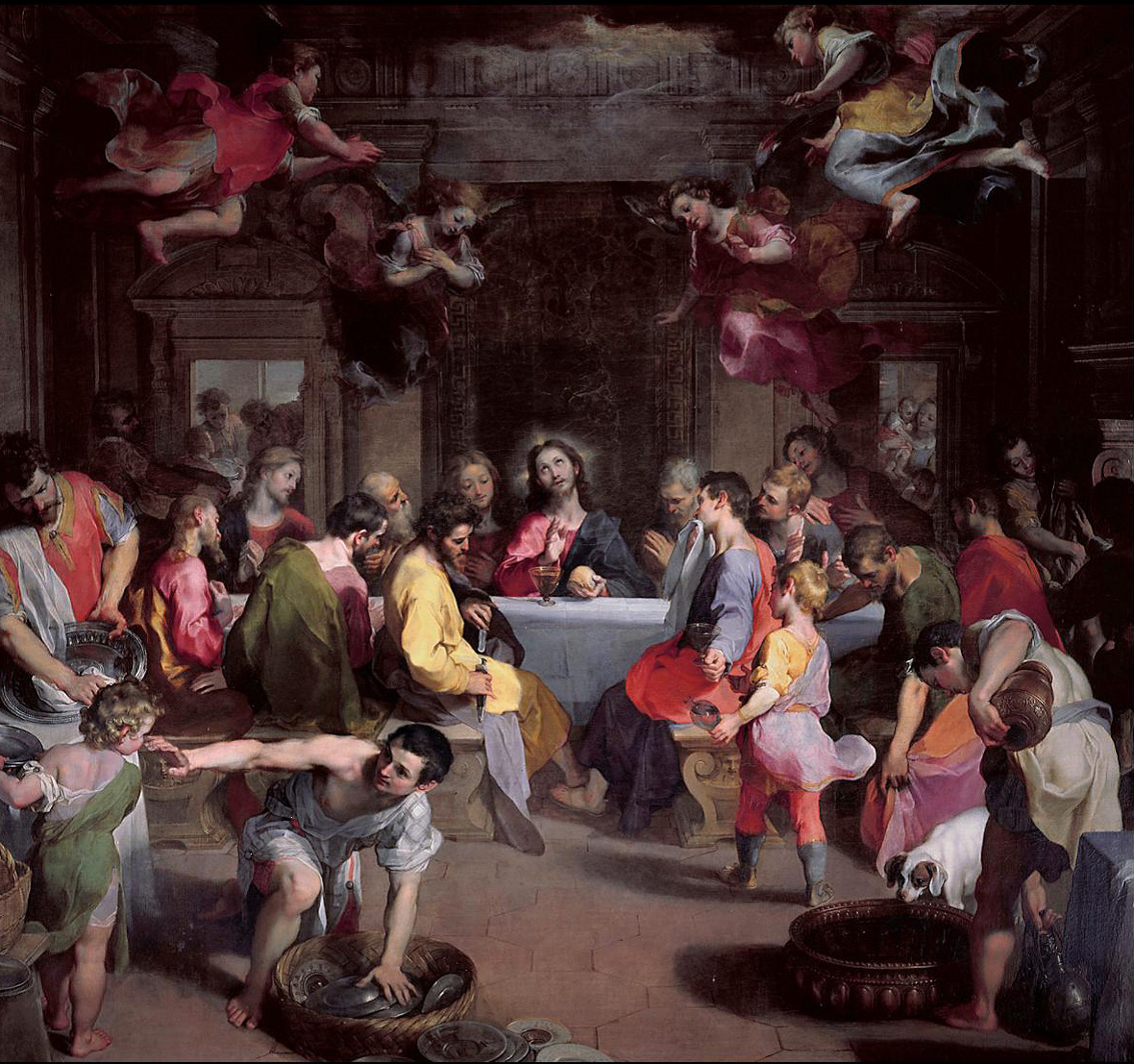
La Cène, Duomo d'Urbino
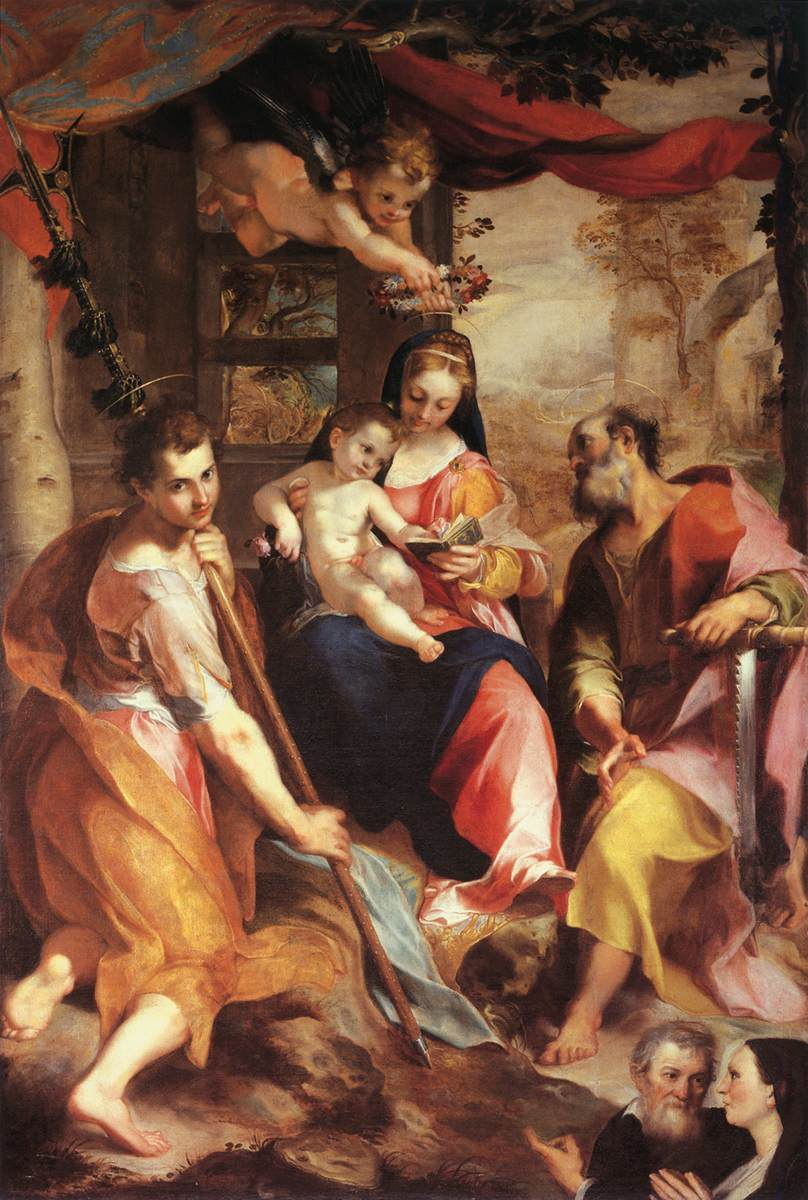
La Madone de saint Simon, Galleria Nazionale delle Marche, Urbino
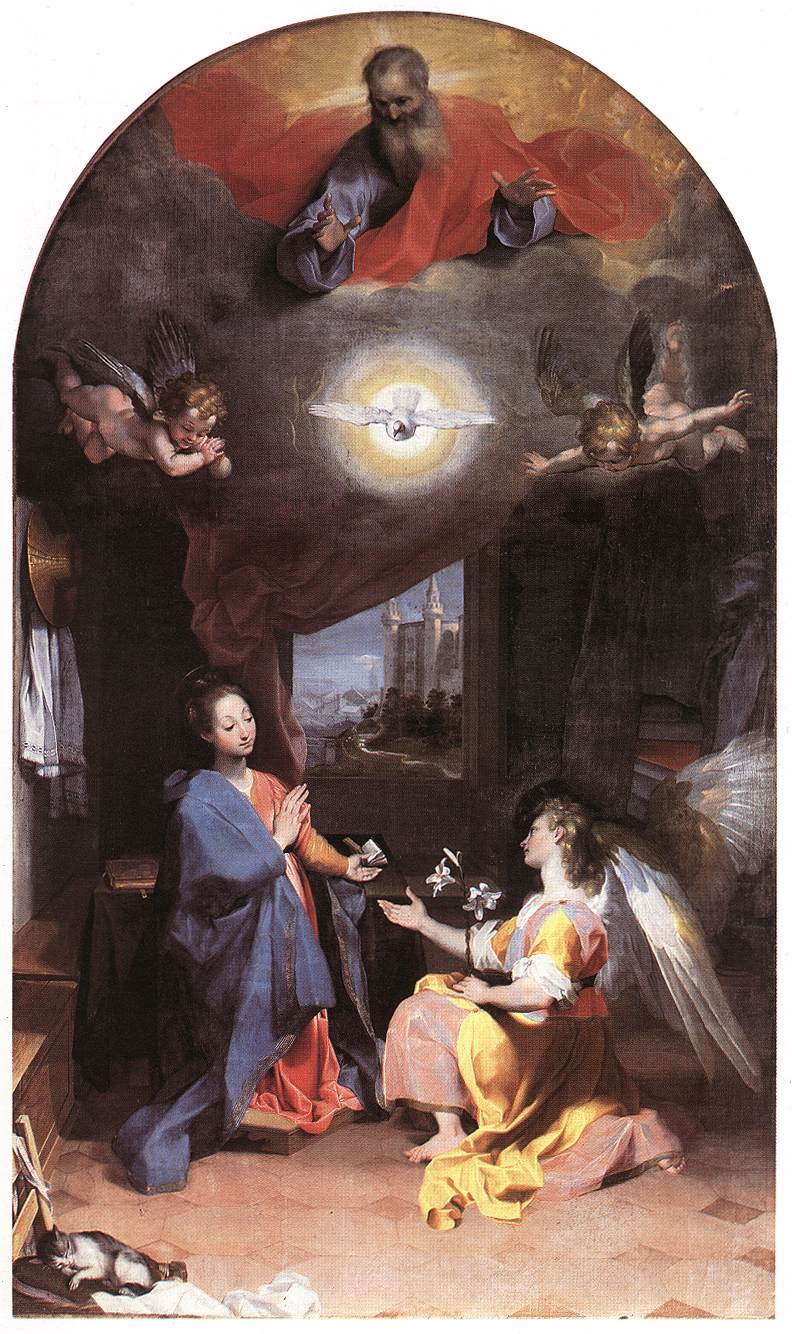
L’Annonciation, Assise
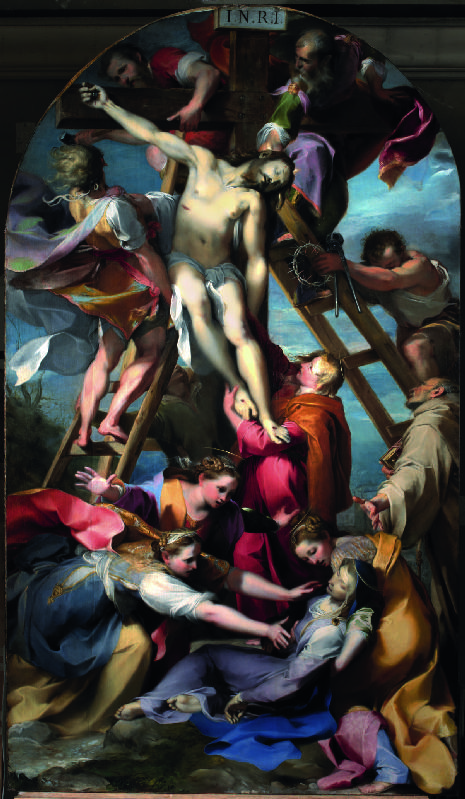
Déposition de La Croix, Cathédrale san Lorenzo de Pérouse

## Dessins

Dessins divers
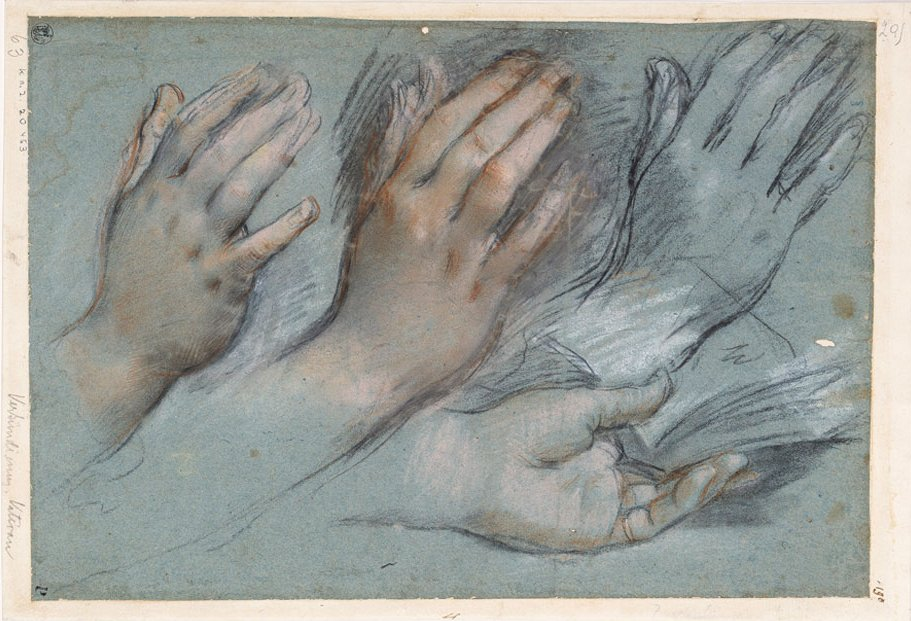
Études pour les mains de la Vierge Marie pour l’Annonciation, fusain et pastel rehaussés de blanc sur papier bleu, musées d'État de Berlin
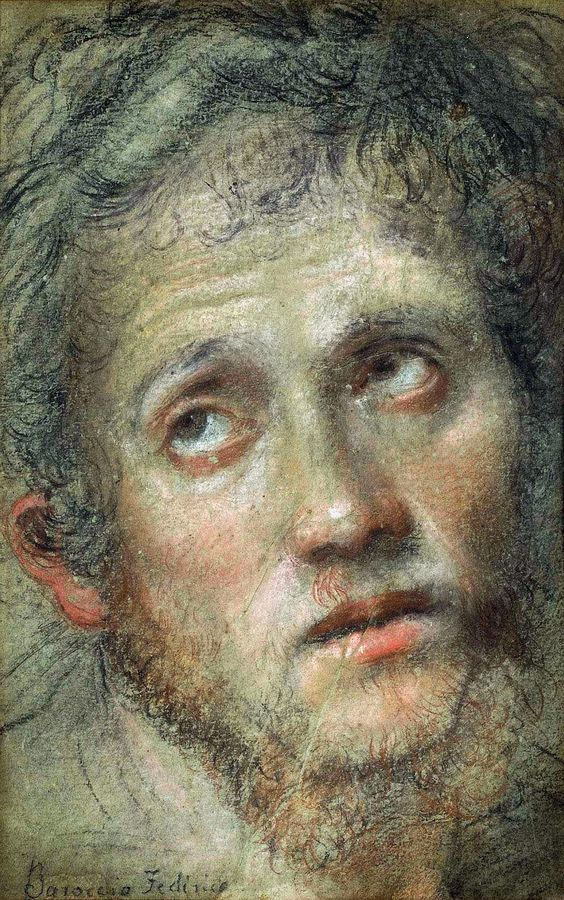
Tête d’un jeune homme, vers 1550, musée national de Varsovie
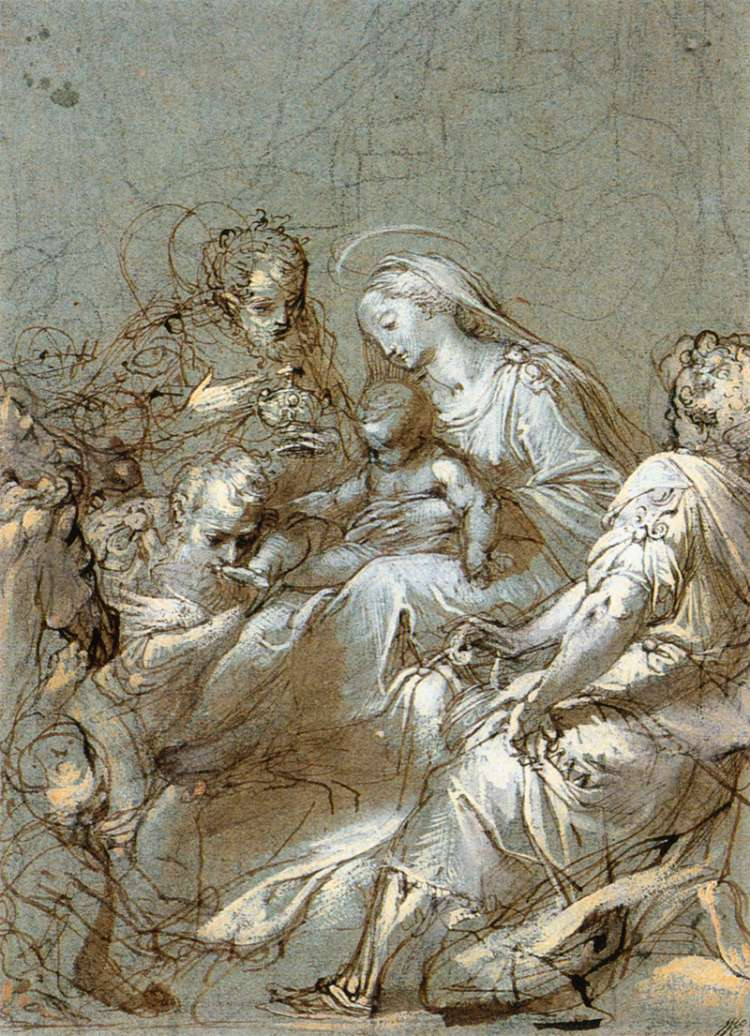
Adoration des Mages, Rijksmuseum Amsterdam
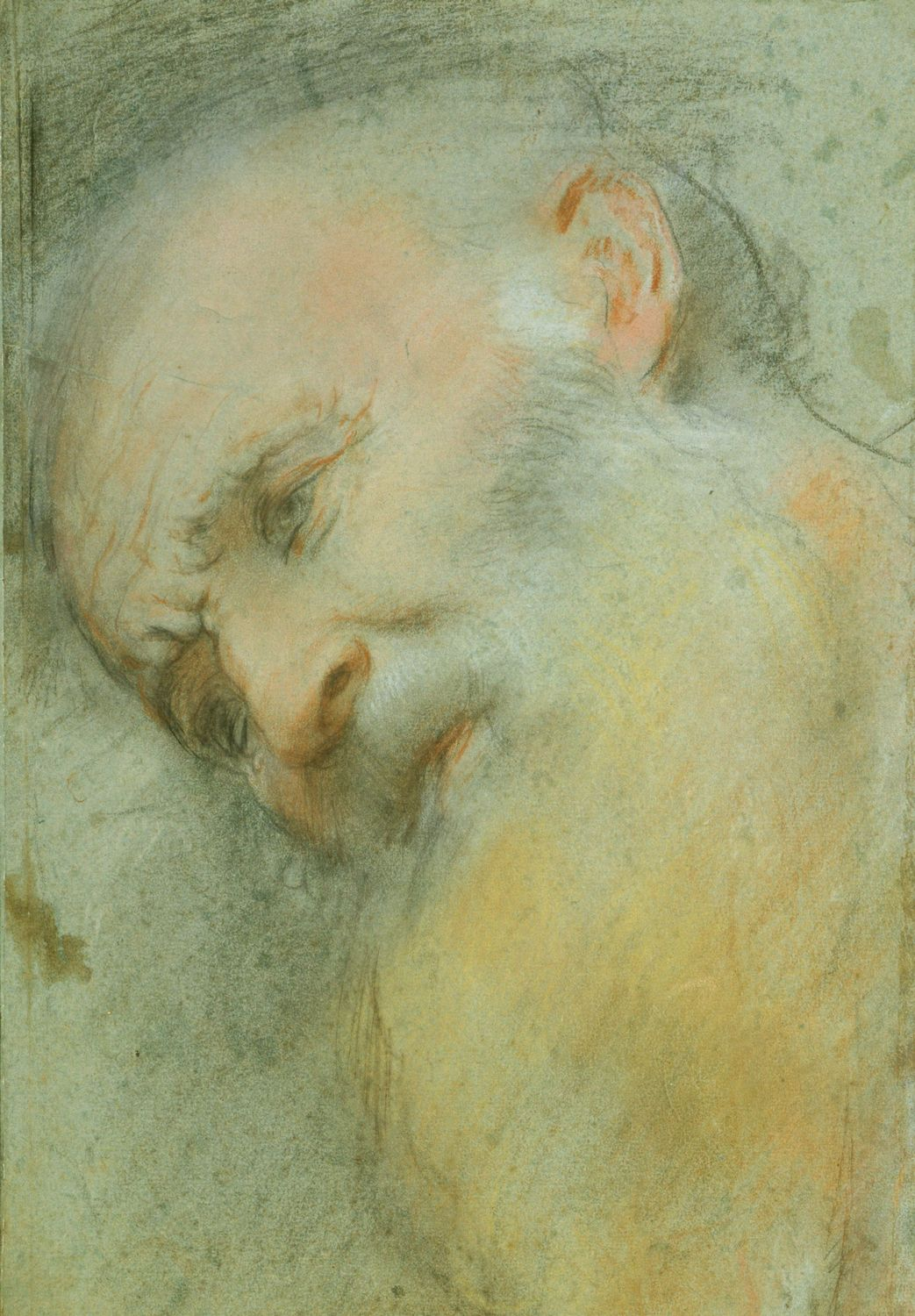
Tête d’Anchise, château de Windsor

## Exposition rétrospective
- Urbino, Federico Barocci, L’émotion de la peinture moderne, 20 juin-6 octobre 2024[10].

- Sienne, Federico Barocci, l'incanto del colore, une lezione per due secoli, 11 octobre 2009 - 10 janvier 2010[11]